# Talitha Washington

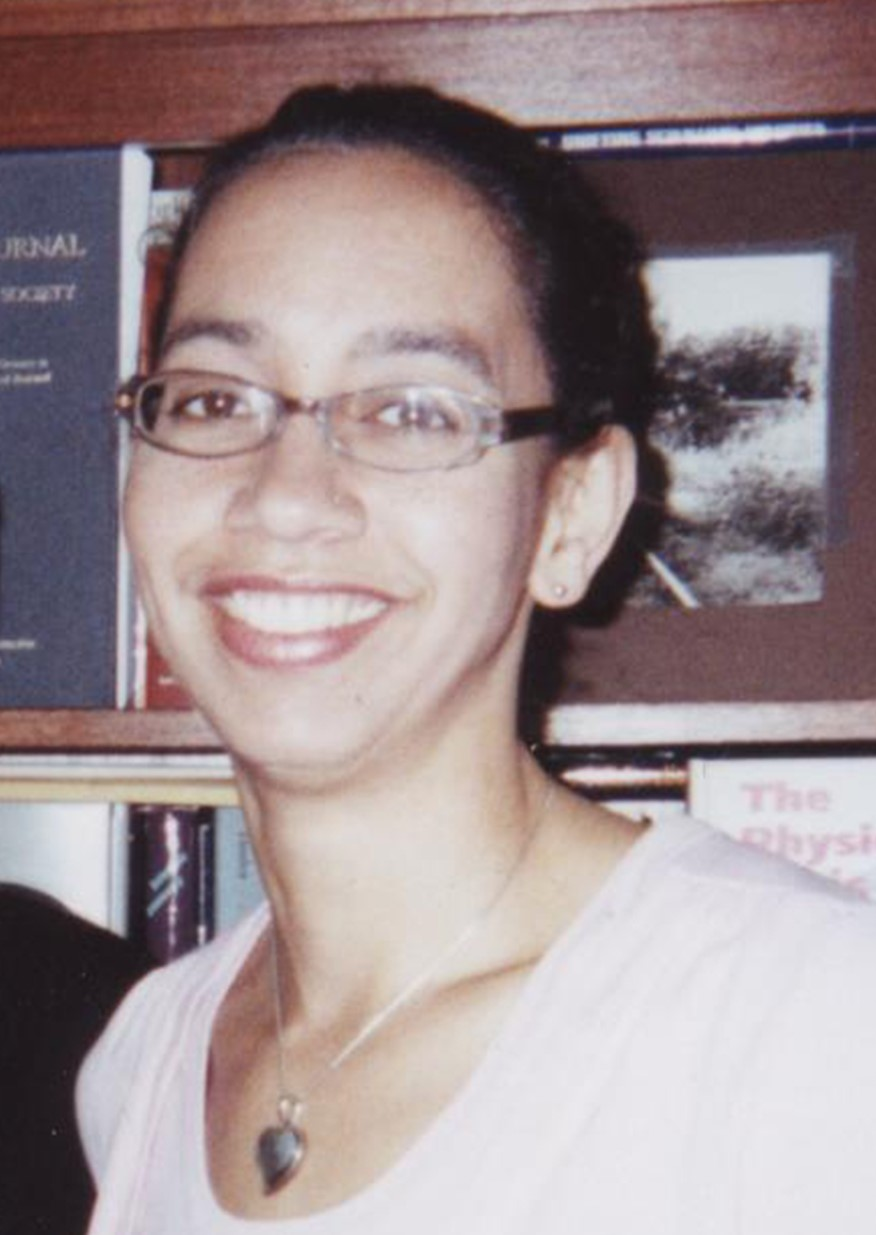
Talitha Washington (2003)

Talitha Michal Washington (* 9. Januar 1974 in Frankfort (Indiana), USA) ist eine amerikanische Mathematikerin und Hochschullehrerin. Sie wurde von Mathematically Gifted & Black als Honoree des Black History Month 2018 geehrt.

## Leben und Werk
Washington wuchs als Talitha M. Wangerin in Evansville (Indiana) auf und besuchte bis 1992 die Benjamin Bosse High School. Nachdem sie in Costa Rica an einem Austauschprogramm des American Field Service teilgenommen hatte, erwarb sie 1996 einen Bachelor of Science in Mathematik am Spelman College. Anschließend studierte sie an der University of Connecticut und erhielt 1998 einen Master-Abschluss. Nach ihrer Heirat 1998 wurde sie als Talitha M. Washington bekannt. Sie promovierte 2001 bei Yung Sze Choi an der University of Connecticut mit der Dissertation: Mathematical Model of Proteins Acting as On/Off Switches.
Von 2001 bis 2003 lehrte sie an der Fakultät der Duke University, von 2003 bis 2005 am College of New Rochelle, von 2005 bis 2011 an der University of Evansville und von 2011 bis 2020 an der Howard University, wo sie Associate Professorin für Mathematik wurde. Sie war Programmdirektorin bei der National Science Foundation (NSF) und 2020 wurde sie zur Direktorin der Data Science Initiative des Atlanta University Center Consortium ernannt.
Sie leitete verschiedene Forschungsprojekte von der Modellierung der Tacoma Narrows Bridge über die Modellierung der Calciumhomöostase bis hin zur Konstruktion nicht standardisierter Finite-Differenzen-Schemata. An der Howard University forschte sie in derselben Mathematikabteilung, die der Mathematiker Elbert Cox geleitet hatte. Sie recherchierte über ihn und hat seine Geschichte in Radio- und Fernsehsendungen sowie in den Mitteilungen der American Mathematical Society veröffentlicht. Im November 2006 wurde in seiner Geburtsstadt Evansville eine Gedenktafel enthüllt, auf der der langjährige Howard-Professor als erster afroamerikanischer Gelehrter geehrt wurde, der in Mathematik promovierte.
2019 erhielt sie den STEM Innovator Award bei der Konferenz der Black Engineer of the Year Awards (BEYA) für Wissenschaft, Technologie, Ingenieurwesen und Mathematik (STEM) in Washington, D.C. Sie ist die erste Person, die im selben Jahr zum Fellow der American Mathematical Society Class of 2021 und auch als Fellow der Association for Women in Mathematics 2021 benannt wird. Diese Auszeichnungen sind Anerkennungen für ihr Engagement zur Sensibilisierung afroamerikanischer Frauen im MINT-Bereich, für ihre Förderung historisch schwarzer Colleges und Universitäten und ihr Engagement für die National Association of Mathematicians. Sie ist Mitglied des Rates der American Mathematical Society und Mitglied des Exekutivkomitees der Association for Women in Mathematics.

## Auszeichnungen und Anerkennungen (Auswahl)
- 2018: Leitzel Lecturer, MAA
- 2019: BEYA STEM Innovator Award
- 2019: Outstanding Faculty Award, Howard University
- 2020: NSF Director’s Award

## Veröffentlichungen (Auswahl)
- mit R. E. Mickens: A Note on Exact Finite Difference Schemes for the Differential Equations Satisfied by the Jacobi Cosine and Sine Functions. Journal of Difference Equations and Applications, Vol. 19, Iss. 2, 2013, S. 1042–1047.
- Representations for Polynomial Terms Appearing in the Potential Functions of 1-Dimensional Conservative Systems. Computers & Mathematics with Applications, Vol. 66, Iss. 11, 2013, S. 2251–2258.
- mit R. E. Mickens: Discretizations of Interacting Population Models Satisfying Conservation Laws. Computers & Mathematics with Applications, Vol. 66, Iss. 11, 2013, S. 2307–2316.
- mit E. H. Goins: On the Generalized Climbing Stairs Problem. Ars Combinatoria.  Vol. 117, 2014, S. 183–190.
- mit R. E. Mickens, J. Munyakazi: A Note on the Exact Discretization for a Cauchy-Euler ODE: Application to the Black-Scholes Equation.  Journal of Difference Equations and Applications, Vol. 21, Iss. 7, 2015, S. 547–552.
- mit O. Adekanye: Numerical Comparison of Nonstandard Schemes for the Airy Equation. International Journal of Applied Mathematical Research, Vol. 6, Iss. 4, 2017, S. 141–146.
- mit O. Adekanye: Nonstandard Finite Difference Scheme for a Tacoma Narrows Bridge Model. Applied Mathematical Modelling, Accepted May 21, 2018.

## Mitgliedschaften
- American Mathematical Society (AMS)
- National Association of Mathematicians
- Association for Women in Mathematics